# 函館港

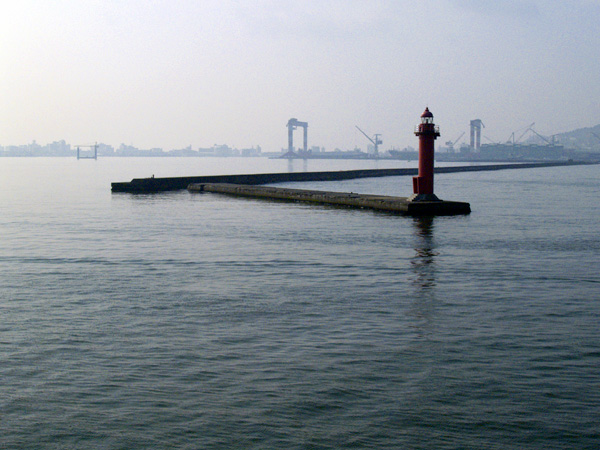
西防波堤と副堤

函館港（はこだてこう）は、北海道函館市に位置している港湾。港湾管理者は函館市。港湾法上の重要港湾、港則法上の特定港に指定されている。

## 概要
函館港は渡島半島の南端に位置し、函館湾（津軽海峡）に面した岬によって形成された良港である。深く湾入して巴状をなしているため古くは「巴港」といわれる。函館市の市章も港の地形を図案化したものである。静穏度の高い港であるが、南南西方向は遠く能登半島付近まで遮る陸地がなく海が続き、この方向から波が進入すると波の影響を受けやすく、函館港の唯一の死角とされている。洞爺丸台風の際はまさにこの方向から波を受け、大きな被害が生じている。
1859年（安政6年）に横浜港・長崎港とともに日本国内で最初の貿易港（交易港）として開港し、運上所（税関）設けられた。函館港の整備は1801年（享和元年）から江戸幕府や高田屋嘉兵衛などにより埋立が行われたのが始まりとされており、以後北海道と本州を結ぶ交通の要衝、北洋漁業の基地港として発展してきたが、200海里漁業専管水域規則・青函トンネル開通による青函連絡船廃止により港湾計画を改訂、バブル期以降の社会情勢の変化により再び港湾計画を改訂し、道南の流通拠点港、地域の特性を活かした水産・海洋に関する学術・研究拠点、観光都市としてウォーターフロント整備を進めている。

## 係留施設

### 函館市管理
- 西ふ頭
  - D岸壁
  - E岸壁
  - F岸壁
- 海岸町2号
  - 船溜第1岸壁
  - 船溜第2岸壁
- 海岸町4号
  - 船溜正面岸壁
  - 船溜南側岸壁
  - 船溜第1岸壁
  - 船溜第2岸壁
  - 船溜第3岸壁
- 豊川ふ頭岸壁
- 若松ふ頭
- 中央ふ頭
  - 南側岸壁
  - 北側第1岸壁
  - 北側第2岸壁
  - 北側第3岸壁
  - 正面岸壁
- 万代ふ頭
  - 南側第1岸壁
  - 南側第2岸壁
  - 正面岸壁
  - 北側第1岸壁
  - 北側第2岸壁
- 北ふ頭
  - 南側岸壁
  - 正面岸壁
  - 北側岸壁
  - B岸壁
  - A岸壁
- 港町ふ頭
  - A岸壁
  - B岸壁
- 弁天
  - A岸壁
  - B岸壁
- 港町地区係船くい

### 民間管理
- 池見石油ドルフィン
- 有川ふ頭第5岸壁（日本貨物鉄道）
- 函館どつく岸壁
- 函館どつくドルフィン
- 丸紅エネルギードルフィン
- 函東工業艤装桟橋
- 北海道ファインケミカル岸壁
- 津軽海峡フェリー接岸桟橋
- 北海道エア・ウォーター・池見石油ドルフィン
- 出光興産ドルフィン
- コスモ石油ドルフィン
- 北海道エネルギードルフィン
- 末広町西波止場弐番館桟橋（マルカツ興産）

## 定期航路

### フェリー航路
- 津軽海峡フェリー（七重浜地区）
  - 函館港—青森港：「ブルーマーメイド」「ブルードルフィン」「ブルーハピネス」「ブルールミナス」
  - 函館港—大間港：「大函丸」
- 青函フェリー（北埠頭地区）
  - 函館港—青森港：「はやぶさ」「あさかぜ21」「はやぶさII」「はやぶさIII[11]」

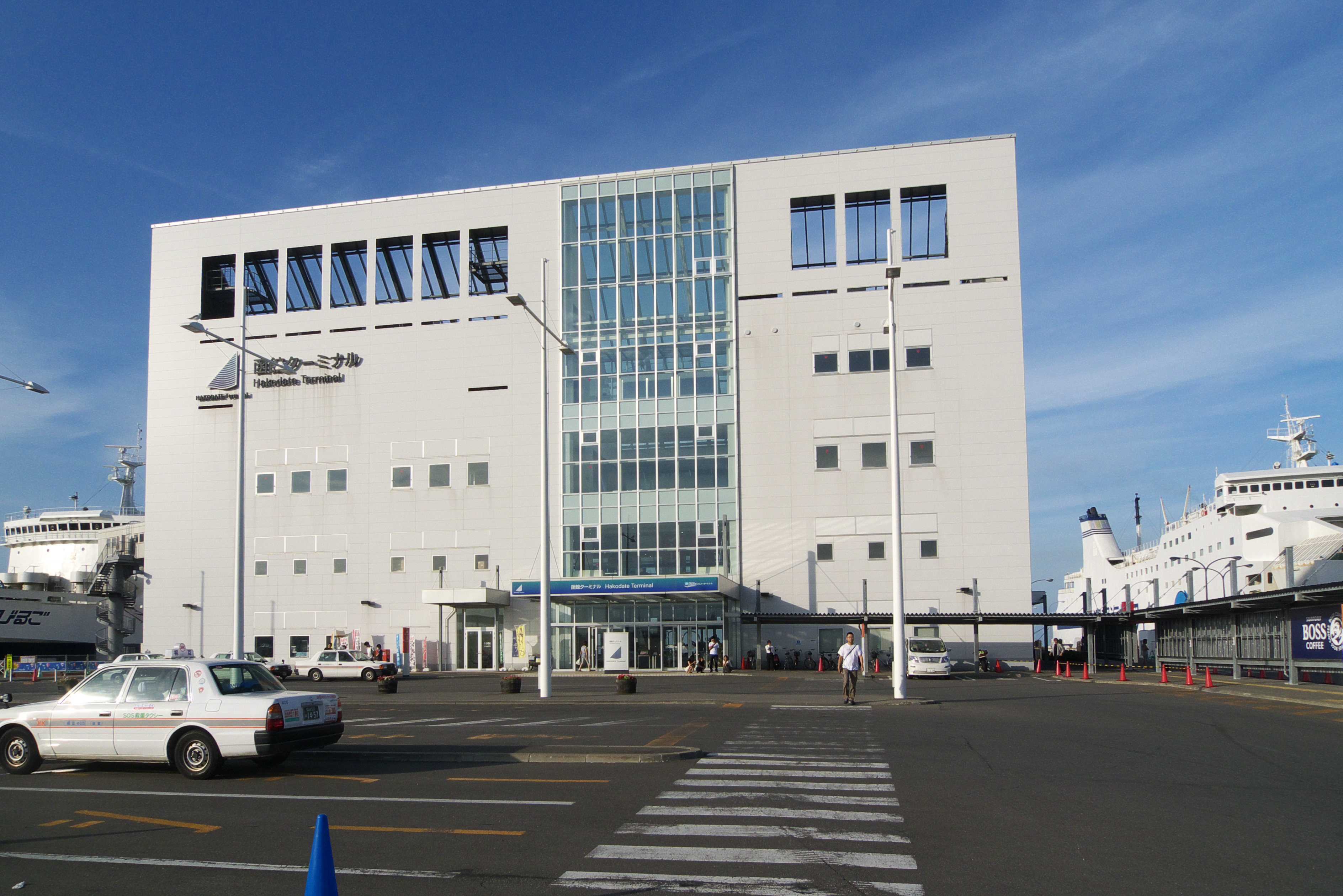
津軽海峡フェリー函館ターミナル（2013年8月）
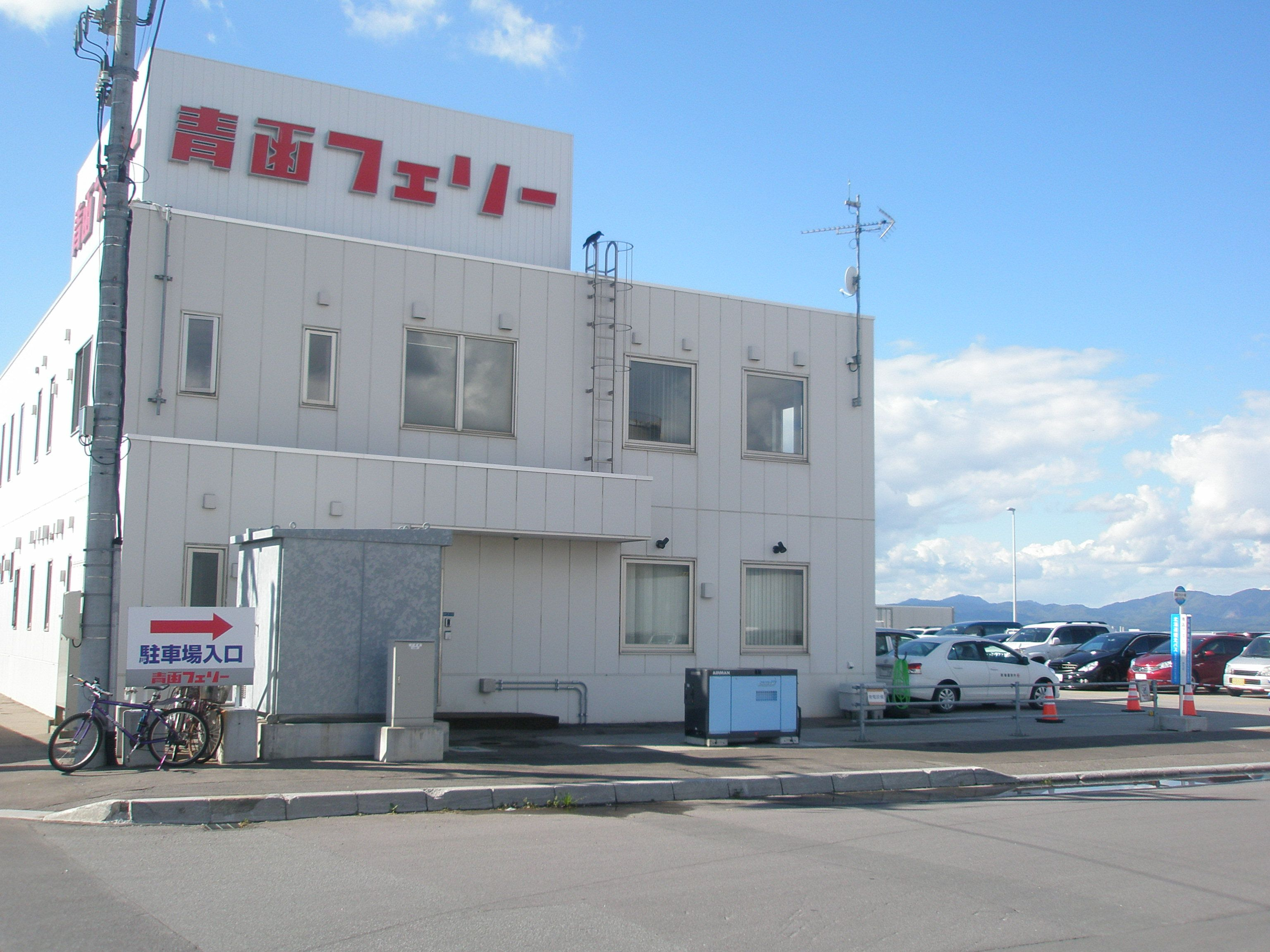
青函フェリー函館ターミナル（2018年10月）

### コンテナ航路
- 南星海運（直行サービス）[12]
  - 函館港—苫小牧港—八戸港—釧路港—釜山新港—釜山港—蔚山港—光陽港—連雲港—青島港

## 港湾関係官公署
- 函館市港湾空港部
- 函館市ふ頭管理事務所
- 函館税関
- 第一管区海上保安本部函館海上保安部
- 札幌出入国在留管理局函館出張所
- 小樽検疫所函館空港出張所
- 横浜植物防疫所札幌支所函館出張所
- 函館地方海難審判所
- 運輸安全委員会函館事務所
- 北海道運輸局函館運輸支局
- 函館地方気象台
- 北海道農政事務所函館地域センター
- 北海道財務局函館財務事務所
- 北海道開発局函館開発建設部築港課
- 北海道開発局函館開発建設部函館港湾事務所
- 渡島総合振興局函館建設管理部
- 海上自衛隊函館基地隊
- 北海道水産物検査協会函館検査事務所

## 歴史

### 開港以前
函館湾一帯はかつて「宇須岸」（うすけし、アイヌ語で「湾の端」という意味）と呼ばれ、四六時中波が穏やかであり船を繋ぐ必要もないため、「網知らずの港」ともいわれていた。1454年（享徳3年）、津軽の豪族河野政通が宇須岸に館（道南十二館の一つ）を築き、形が箱に似ていることから「箱館」と呼ばれるようになった。
鎌倉時代末期から室町時代にかけては安東氏の活躍によって津軽十三湊を中継して交易が行われていたが、渡島半島沿岸に諸館が築かれて群雄割拠となると蝦夷地から直接若狭国方面への交易が行われるようになった。交易が増え、アイヌとの不平等な格差が顕著となり、1457年（長禄元年）にアイヌが蜂起してコシャマインの戦いが、1512年（永正9年）に再びアイヌの蜂起が起こる。これらにより蝦夷地和人の中心地は福島（松前）や上ノ国へと移った。その後は蠣崎氏（松前氏）が蝦夷地を掌握した。
江戸時代になると松前藩は亀田を蝦夷地と和人地の境として、アイヌや和人有力者との紛争を避ける対策をとった。この頃の箱館地方の中心地は亀田であったが、亀田の湊は亀田川河口にあり砂や泥が流入して湊を埋めるため、大船は箱館に入るようになり、次第に住民も箱館へ移っていった。松前藩が場所請負制を初めて発達すると交易が活発になり、東蝦夷地まで箱館の商人が掌握するようになり、コンブなどの産物が箱館湊に集荷されていった。1739年（元文4年）の記録では箱館は廻船が寄港して繁昌し、奥羽で最も波浪が穏やかな港のため東回り廻船（北前船）が天候の様子見をしていたという。このため亀田にあった亀田番所は1741年（寛保元年）に箱館に移設され、沖之口業務も行われた（『蝦夷島奇観』によると移設は1747年（延享4年）とされている）。さらに、1785年（天明5年）には長崎俵物会所が俵物役所となって箱館に会所が設置され、箱館は北国における俵物の集荷拠点となった。
19世紀に入ると1801年（享和元年）に内澗町に掘割（切土）を設け、1803年（享和3年）に地蔵町海中遠浅の埋立、1804年（文化元年）には島が竣工して造船所が設けられるなど、人工港湾がいち早く造成された。1811年（文化8年）には沖之口番所が設けられた。箱館を拠点とし蝦夷地御用定雇船頭にも任命された高田屋嘉兵衛は択捉航路の開発を行い、直捌制度が廃止となって再び場所請負制となる択捉のほかに根室・幌泉などの場所を請負い、「ゴローニン事件」での多大なる貢献など豪商として周辺地域の平和と発展に寄与した。

### 開港から太平洋戦争まで

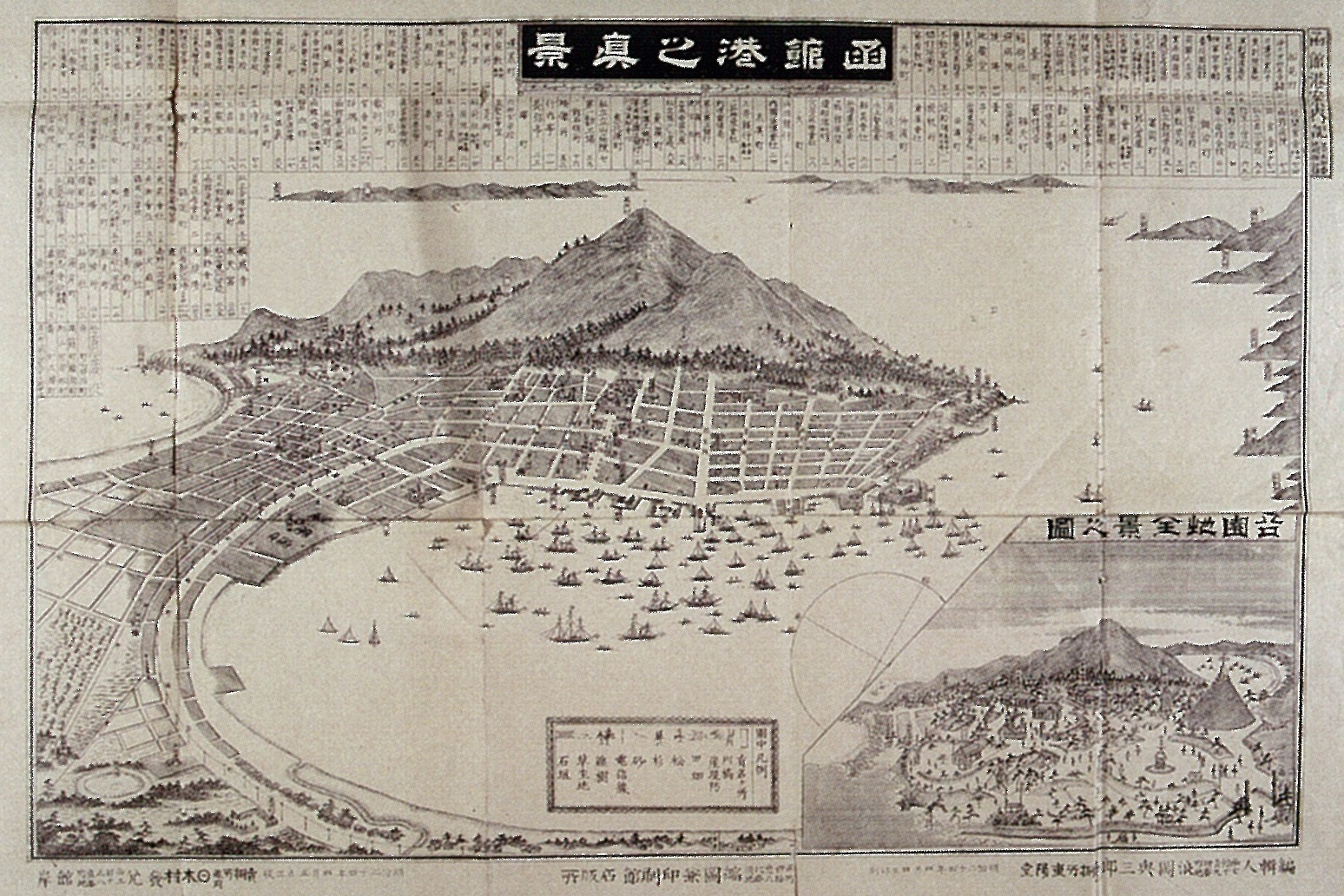
1891年の函館港風景

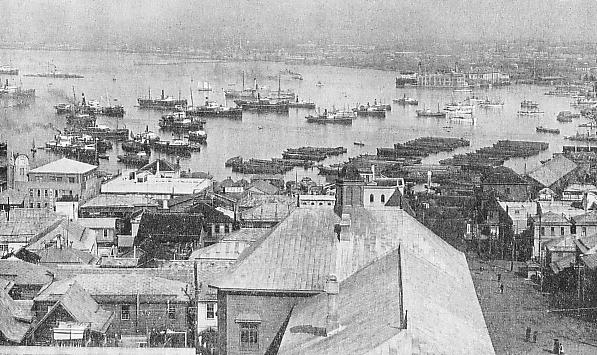
1930年頃の函館港

1854年3月31日（嘉永7年3月3日）に「日米和親条約」が締結。マシュー・ペリー (Matthew Calbraith Perry) は旗艦以下5艦を率いて同年5月17日（4月21日）に箱館湊に入港して測量などを行った。この際、複数の乗組員が箱館とイベリア半島先端のジブラルタルがよく似ているとの印象を受けたという。翌1855年（安政2年）、薪水や食料の補給港として箱館が使用されることになったため、江戸幕府は箱館付近を直轄領として箱館奉行を置き、湊の防衛と外交のために奉行所移転を進めた。本格的な貿易のための開港ではないので外国人との交易行為は禁止されていたが、外国船の入港が始まると実質的な物品売買を避けることは困難であった。1859年（安政6年）、箱館奉行は外国人居留地のため大町の埋立に着手し、周辺も個人の手により埋立が行われた。同年7月1日（6月2日）、「安政五カ国条約」により開港して貿易が始まるが、横浜港・長崎港と比較すると貿易額は決して高くはなかった。その後、コンブを中心とした海産物を主に清に向けて輸出していた。
明治になると戊辰戦争が勃発。箱館湾は箱館戦争の戦場となる。1869年（明治2年）、明治政府は蝦夷地を直轄化して開拓使の所管とし、箱館を「函館」と改称。箱館港も「函館港」と改称する。1879年（明治12年）から港湾整備の調査が行われた。当時の内務省技師・ローウェンホルスト・ムルデル (Anthonie Thomas Lubertus Rouwenhorst Mulder) の提言に基づき、亀田川を津軽海峡に面する大森浜へ付替え、砂や泥の港への流入を防いだ。同年に開拓使は三菱会社（三菱財閥）に青函航路を運営委託したが貨物の扱いなどの評判が悪く、1882年（明治15年）に開拓使が廃止されて農商務省に移管後、船は北海道運輸会社に貸与された。同年に北海道運輸が合併し共同運輸会社を設立して青函航路を開設すると、三菱との間で激しい競争が起きた。共倒れの懸念などから政府が仲裁に入り、1885年（明治18年）9月に両社が合併して日本郵船が設立された。
1896年（明治29年）から函館港の本格整備が始まり、港内の浚渫や砂防堤・防波堤・灯台の設置、埋立てによる埠頭の建設などが行われた。この工事の一環として整備された広井勇が手掛けた石積み防波堤「函館漁港船入澗（ふないりま）防波堤」は北海道で最初の近代港湾施設といわれ、「函館港改良施設群」として「土木学会選奨土木遺産」に選定されている。日露戦争後に締結した「ポーツマス条約」（日露講和条約）により樺太を獲得し、ロシアが日本海・オホーツク海・ベーリング海沿岸の漁業権を日本に許与すると、函館港は露領漁業の策源地としての地位を確立した。1908年（明治41年）には青森港との間に日本国有鉄道（国鉄）の青函連絡船が開設。1921年（大正10年）に蟹工船が操業開始となり、1927年（昭和2年）に鮭鱒沖取工船が操業開始するなど、大正期から昭和戦前期にかけては北洋漁業基地としての全盛期を迎えた。1932年（昭和7年）には西埠頭が供用開始。若松埠頭と有川埠頭が青函連絡船発着に加わったことで機能が高まった。太平洋戦争（第二次世界大戦）の真っ只中には北海道の石炭を本州へ輸送する役割を果たしたが、1945年（昭和20年）7月の米軍による北海道空襲では客貨船4隻と貨物船6隻が沈没し、2隻が損傷した。なお、空襲以前に2隻が海難事故で沈没しており、壊滅状態であった。

### 戦後から現代
1951年（昭和26年）に「重要港湾」に指定されるとともに「港湾運送事業法」が適用され、「出入国管理令」に基づいて出入国港に、「検疫法」に基づいて検疫港に指定されている。1952年（昭和27年）に北洋漁業が再開されるとサケ・マス漁などが行われたが、1977年（昭和52年）に「排他的経済水域」が設定されると北洋漁業基地としての役割は大きく衰退した。なお、昭和20年代からイカとイカを原料としたスルメの加工業が成長し、「函館」ブランドが確立されている。1953年（昭和28年）に港湾管理者が函館市となる。1954年（昭和29年）には台風15号（後に洞爺丸台風と命名）の影響により洞爺丸事故が発生、大惨事となった。1959年（昭和34年）に中央埠頭が供用開始。1964年（昭和39年）に大間港、1967年（昭和42年）に青森港との間に道南海運（後の東日本フェリー→津軽海峡フェリー）のフェリーが就航。1974年（昭和49年）に万代埠頭が供用開始した。
1984年（昭和59年）に函館地域が「テクノポリス」に指定されると地域企業の技術高度化や企業立地などを進めてきた。1988年（昭和63年）に青函トンネルが開通して青函連絡船が廃止されると、「国際観光都市宣言」を行って観光都市への転換を計った。同年に青森市と『青函トンネル開通記念博覧会』を開催。駐車場として利用された緑の島は、中央埠頭、北埠頭、万代埠頭造成に伴う港内浚渫の結果による土砂による人工島（1991年（平成3年）竣工）であり、1996年（平成8年）から一般開放している。1997年（平成9年）に函館港の物流円滑化を図るため函館湾岸大橋（ともえ大橋）が開通。2002年（平成14年）と2003年（平成15年）には港町地区にそれぞれ水深14 mと12 mの岸壁が供用開始している。また、地域の特性を活かしたまちづくりに取り組むため、2003年（平成15年）に「函館国際水産・海洋都市構想」を策定し、文部科学省の「都市エリア産学官連携促進事業」、構造改革特別区域「マリン・フロンティア科学技術研究特区」に選定され、共同研究や国際的な研究交流の促進を図った。2012年（平成24年）に弁天地区・西ふ頭・緑の島（大町地区）・赤レンガ倉庫群（末広地区）・函館朝市（若松地区）のエリアが「みなとオアシス」に登録された。2014年（平成26年）には弁天地区に函館市国際水産・海洋総合研究センターが開設した。2017年（平成29年）には函館港幹線臨港道路が全線開通している。函館市青函連絡船記念館摩周丸がある若松ふ頭は、クルーズ客船の専用岸壁として整備しており、暫定供用している。

## ギャラリー

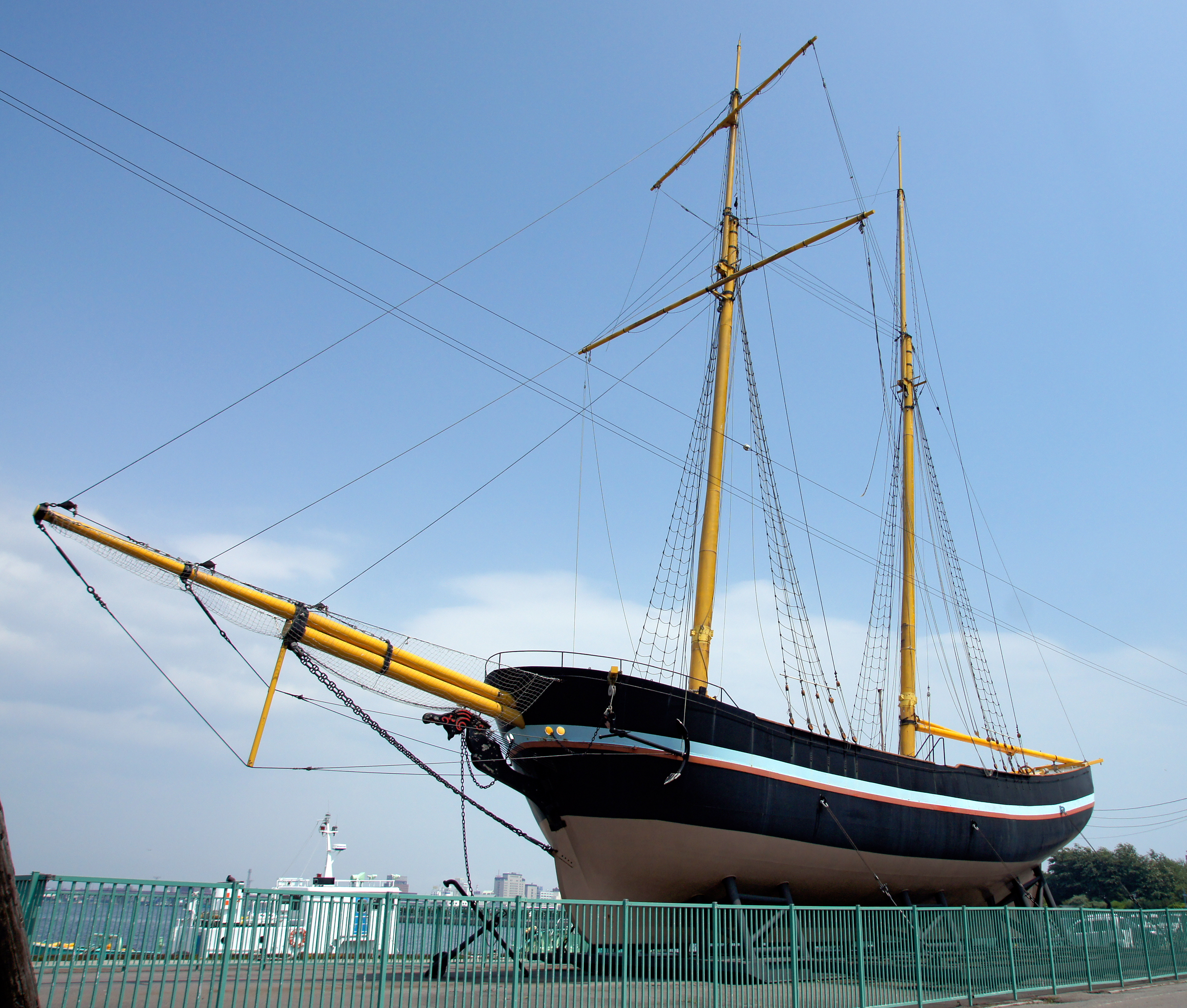
箱館湊の警備体制強化のため1855年に建造された箱館丸（復元船）（2012年7月）
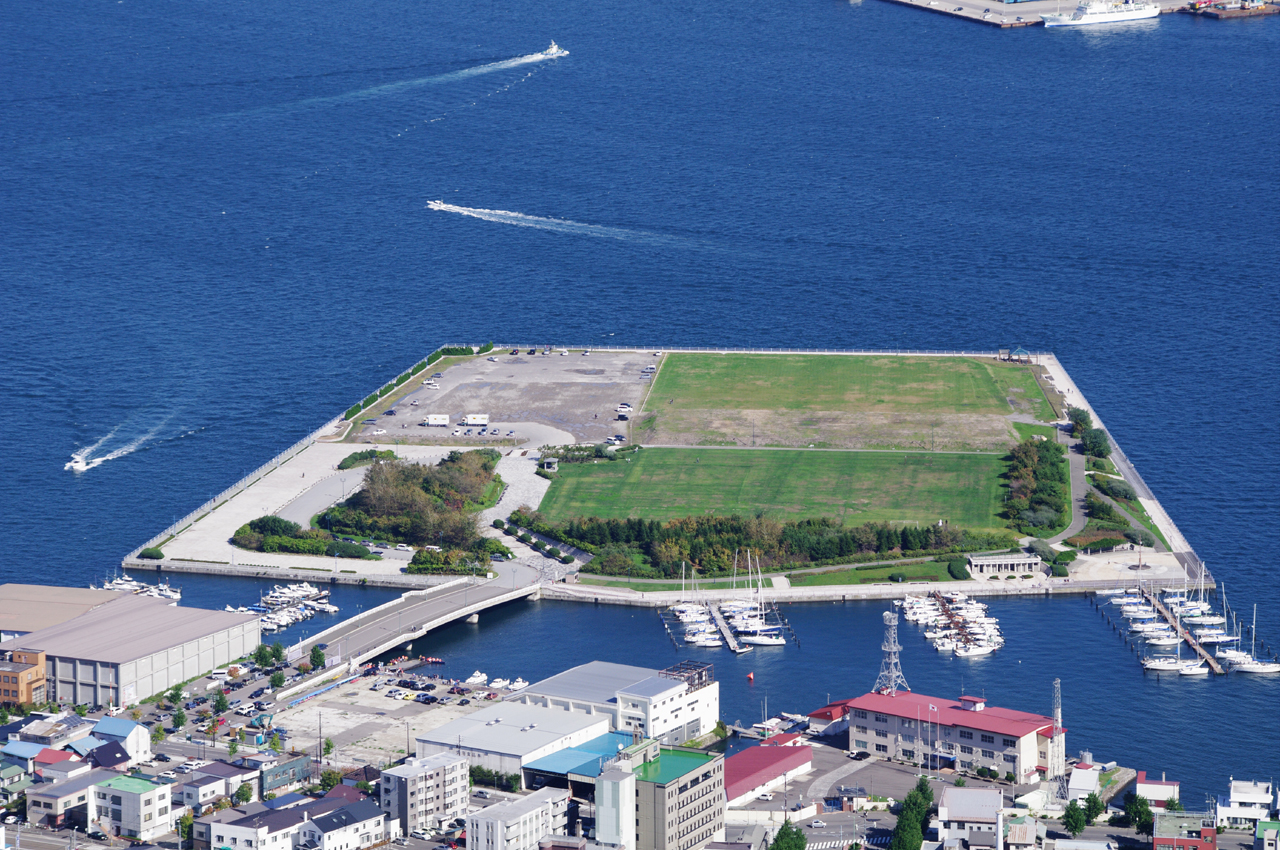
緑の島（2012年1月）
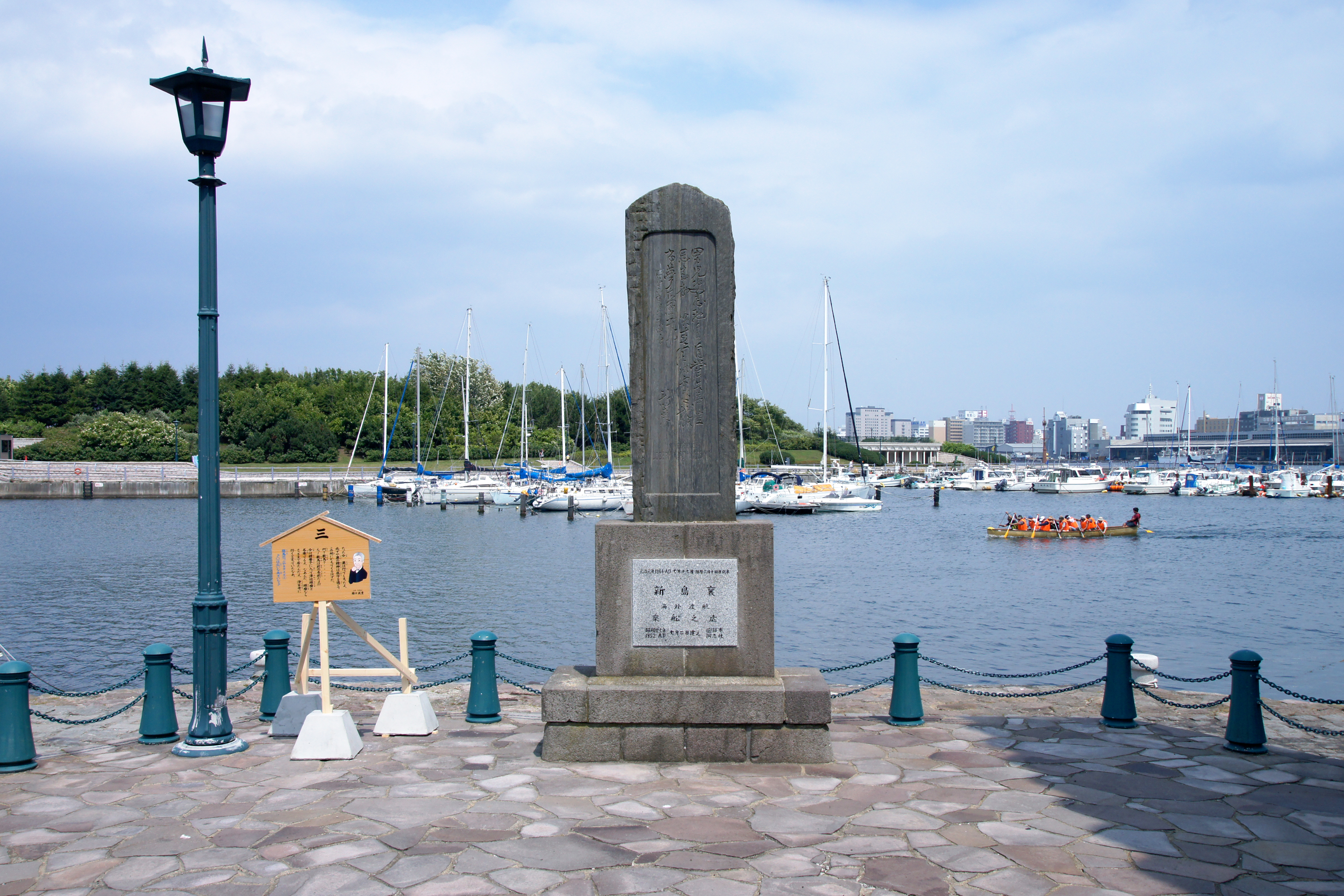
新島襄海外渡航の地碑（2012年7月）
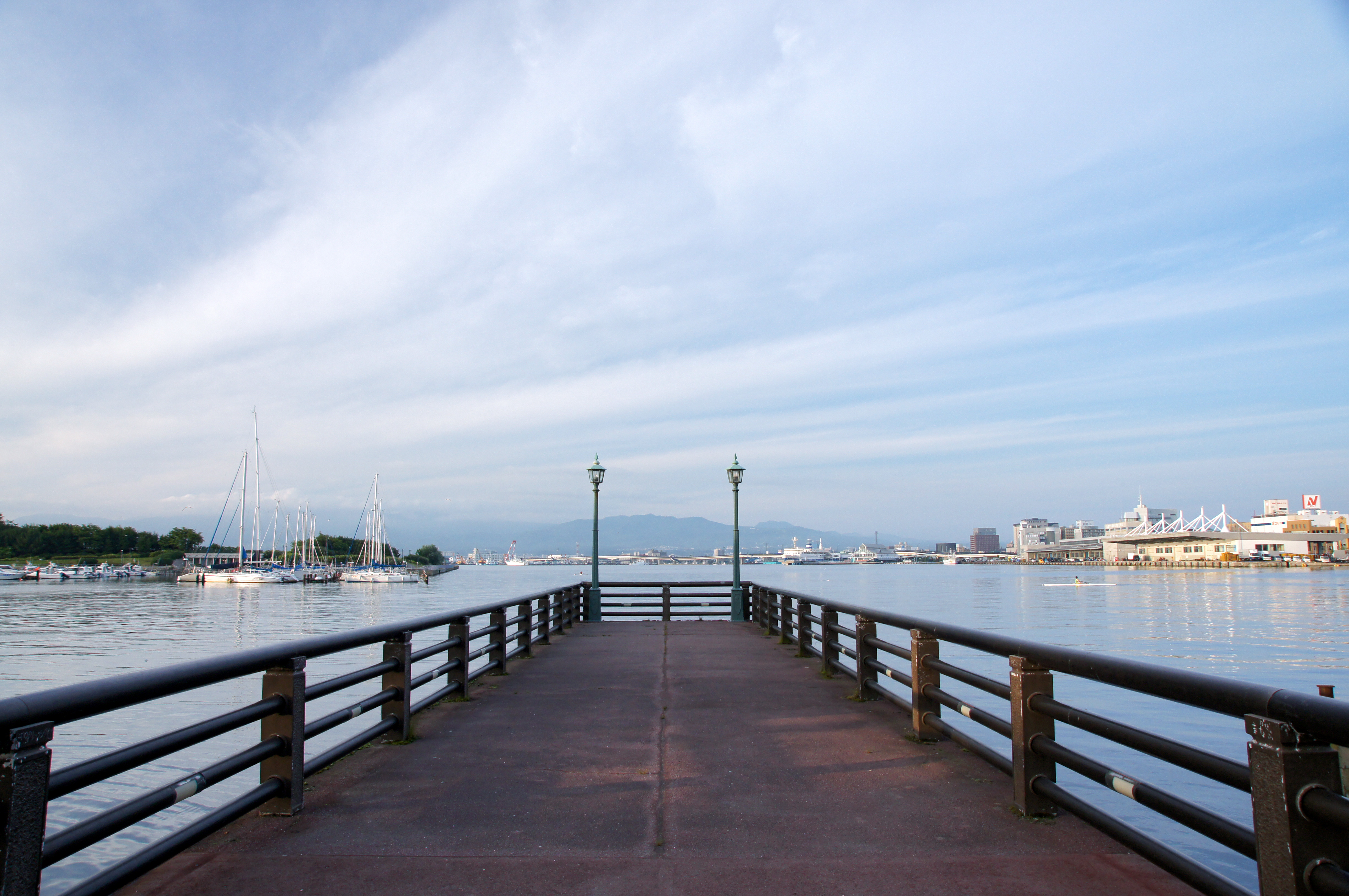
旧桟橋（東浜桟橋）（2012年7月）
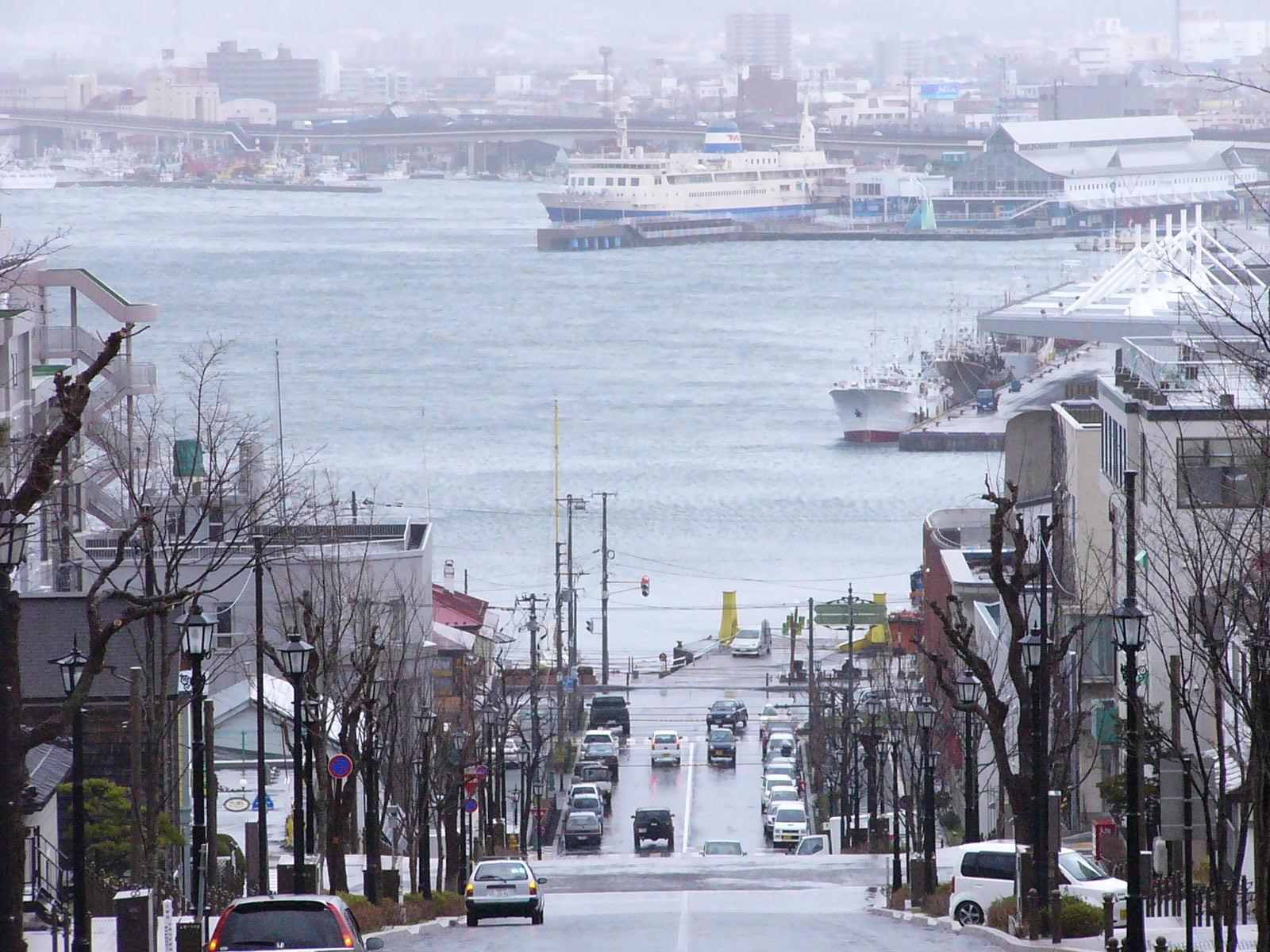
八幡坂から眺めた函館港（2006年4月）
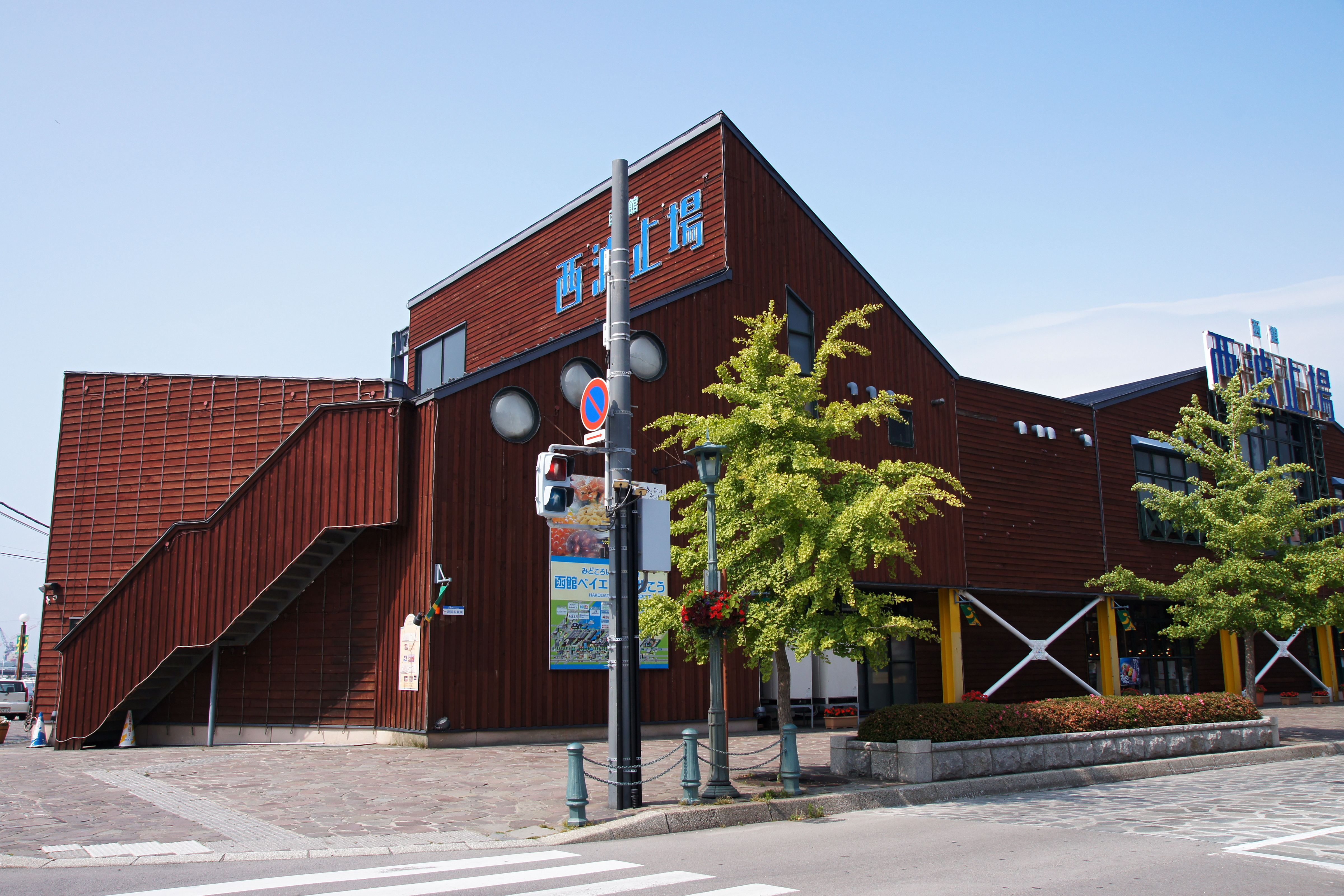
函館西波止場（2012年7月）
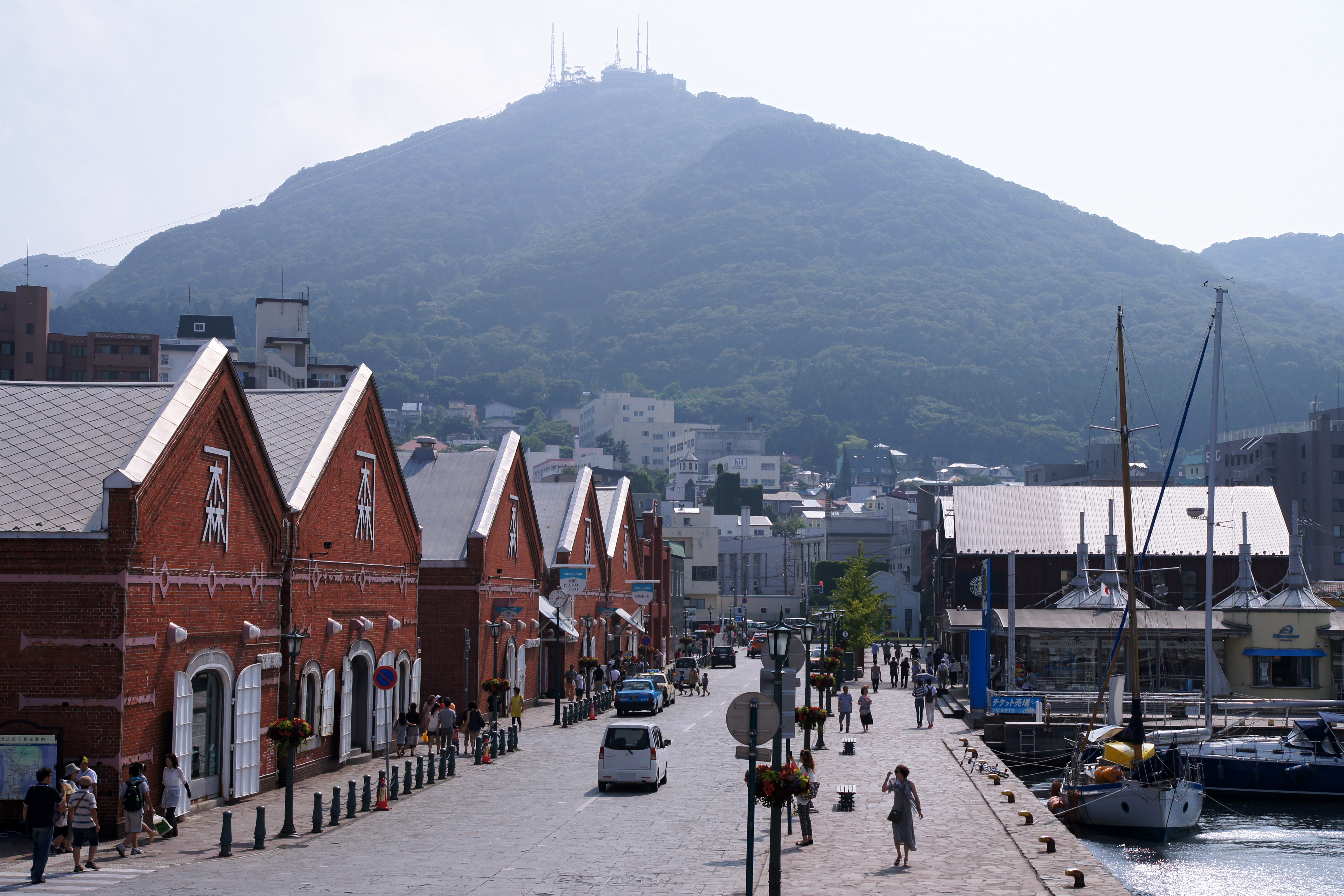
金森赤レンガ倉庫と函館山（2012年7月）
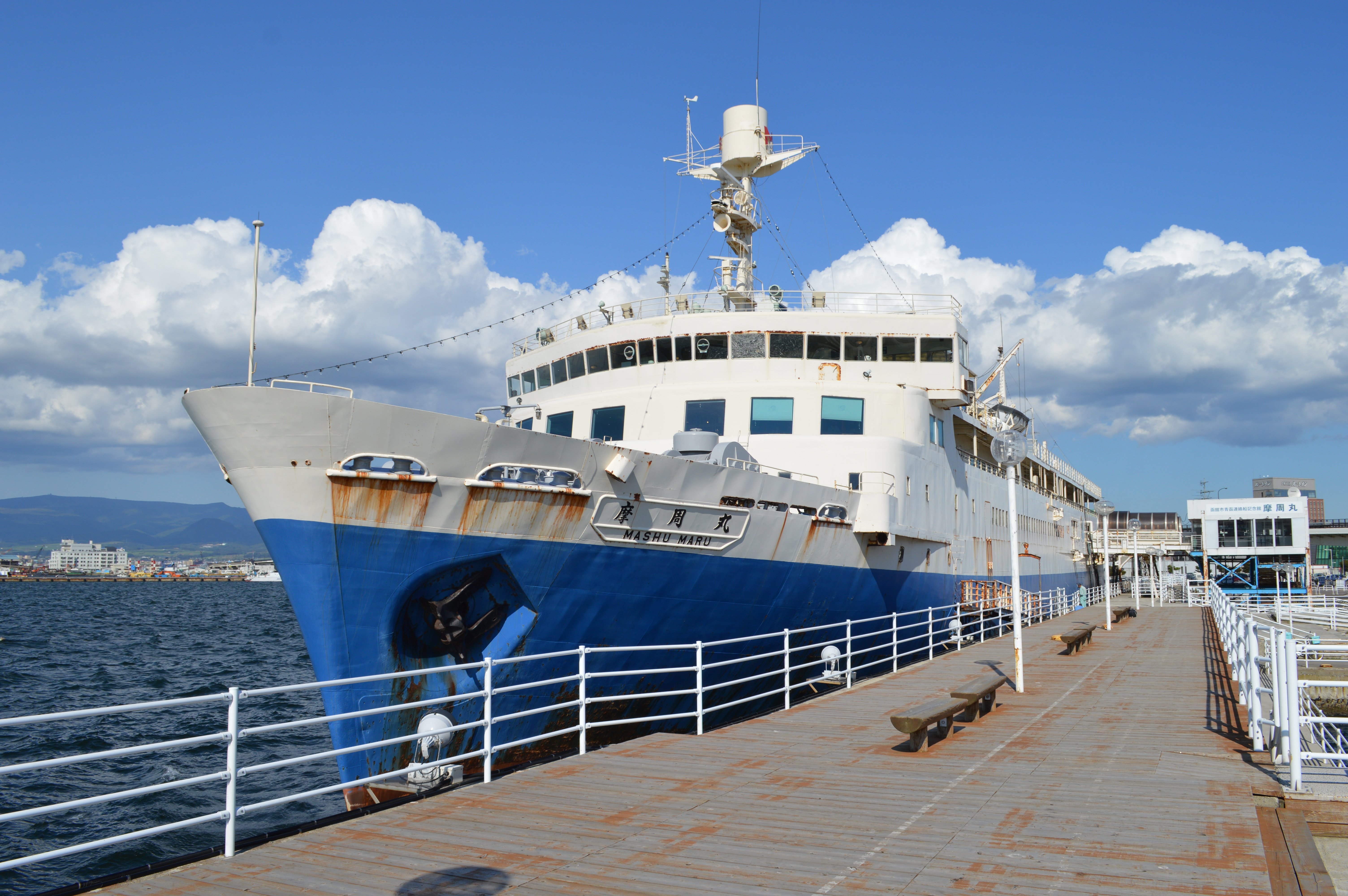
函館市青函連絡船記念館摩周丸（2014年9月）